# Oracle Developer Studio
Oracle Developer Studio，即原来的Sun Studio，為甲骨文公司所并购的昇陽電腦的旗艦級軟體開發產品，現有Solaris、Linux版本。
包含最新的多核新系統，其提供經過優化的C、C++和Fortran編譯器、函式庫、效能檢測器、除錯器於SPARC架構的Solaris系統和x86/x86-64架構的Solaris、Linux平台。
Sun Studio可於其主頁（页面存档备份，存于）免費下載。
Sun Studio以往亦稱作：「Sun WorkShop」、「Forte Developer」，和「SunPro Compilers」。

## 語言支援
- C语言
- C++
- Fortran

## 架構支援
- SPARC
- x86]和x86-64

## 組件
Sun Studio包含下列元件：
- C、C++、Fortran編譯器和函式庫支援
- 基於NetBeans的開發整合環境
- CLI和GUI介面的dbx除錯器
- 效能檢測器
- 執行序檢測器
- Sun效能函式庫

## OpenMP
SunStudio所提供的編譯器（C、C++、Fortran），皆原生支援共享記憶體的OpenMP並行化API。

## 文件
- Documentation by topic（页面存档备份，存于）
- Sun Studio Information Center

## 外部連結
- Sun Studio home page on Sun Developer Network（页面存档备份，存于）
- Cool Tools - GCC for SPARC Systems
- Sun Studio Forums（页面存档备份，存于）
- Application Performance Tuning on Sun Platform[永久]
- Developer Support Services from Sun Microsystems（页面存档备份，存于）
- Sun Studio Wiki Pages